# 凱旋青年公園
凱旋青年公園（朝鲜语：／）是朝鮮平壤的一座遊樂園，於1984年開幕，位置靠近金日成競技場，座落於牡丹峰西山腳下。遊樂園佔地約40公頃，設有旋轉木馬、遊戲屋與摩天輪等設施，其建立是凱旋門揭幕儀式的一部份。
2010年4月金正日造訪前，凱旋青年公園進行了一次整修，據說遊玩當時園內的全部十種設施共需1600朝元，同年園內還增設了一架從義大利進口的雲霄飛車。截至2013年，園內的設施包括碰碰車、旋轉咖啡杯、旋轉鞦韆與自由落體。